# Estádio André Borges
Estádio André Borges – stadion piłkarski, w Coxim, Mato Grosso do Sul, Brazylia, na którym swoje mecze rozgrywa klub Coxim Atlético Clube.